# Ренуар, Пьер
Пьер Ренуа́р (фр. Pierre Renoir; 21 марта 1885, Париж, Франция — 11 марта 1952, там же) — французский актёр театра и кино, сын выдающегося художника — основателя импрессионизма Огюста Ренуара. Брат выдающегося французского кинорежиссёра Жана Ренуара, снимался в ряде его фильмов.

## Биография
Пьер Ренуар родился в Париже 21 марта 1885 года. Его отец Огюст Ренуар, французский художник, один из основоположников и виднейший представитель импрессионизма, мать — Алина Шариго. Младший брат Пьера — Жан — впоследствии стал известным французским кинорежиссёром. 
Пьер Ренуар учился в Институте Notre-Dame de Sainte-Croix, но, увлёкшись театром, в 1907 году поступил в Консерваторию драматического искусства и начал выступать в бульварных театрах. В 1910-х годах сыграл несколько небольших ролей в кино, в том числе в паре с французской актрисой русского происхождения Верой Сержень (фр. Véra Sergine) (урожд. Мари Маргарита Эме Роше, 18 августа 1884 — 19 августа 1946), на которой позже женился. В 1913 году у них родился сын Клод, который в будущем стал кинооператором.
Во время Первой мировой войны Пьер участвовал в боевых действиях, получил серьёзное ранение в руку. После выздоровления возобновил свою актёрскую карьеру. Его младший брат Жан, также был ранен на войне, но в ногу; он вспоминал о 1915 годе, когда они вернулись домой к родителям: «У брата рука была раздроблена пулей, и eго освободили от воинской службы. Несмотря на ранение, он делал попытки вернуться к своему ремеслу актёра». В 1925 году снялся в фильме своего брата «Дочь воды». 
После развода с Верой Сержень в 1925 году Пьер Ренуар женился также на актрисе — Мари-Луизе Ириб; вместе с ней создал компанию по производству фильмов Les Artistes réunis, которая, в частности, сняла картину его брата Жана «Маркитта» (утерянный фильм) с женой Пьера в заглавной роли. В 1933 году второй брак Пьера также окончился разводом; он вступил в третий брак, и его супругой вновь стала актриса — Элиза Руис. 
В 1928 году был принят в престижную театральную труппу Луи Жуве, где сыграл ряд ролей в пьесах Жана Жироду.

## Фильмография
- Суд Божий (1952) ….Эрнест, герцог Баварии
- Кнок (1951) …. Le pharmacien Mousquet
- Furet, Le (1950) …. Docteur Dauvel-Juste
- Ferme des sept péchés, La (1949) …. Le procureur/Public prosecutor
- Mystère de la chambre jaune, Le (1949) …. Professeur Stangerson
- Scandale aux Champs-Élysées (1949) …. Dominique Airelle
- Menace de mort (1949)
- Grande volière, La (1948) …. Vallette
- Cargaison clandestine (1948)
- Dame d’onze heure, La (1948) …. Gerard Pescara
- Trafiquants de la mer, Les (1947) …. Boris Mentischev
- Coïncidences (1947)
- Capitan, Le (1946) …. Le duc d’Angoulême
- Дети райка (1946) …. Jéricho
- Mission spéciale (1946) …. Moravetz-Landberg
- Peloton d’exécution (1945) …. Le colonel
- Marie la Misère (1945) …. Pierre Desormes
- Mystère Saint-Val, Le (1945) …. Dartignac
- Père Goriot, Le (1945) …. Vautrin
- Voyageur sans bagages, Le (1944) …. Georges Renaud
- Tornavara (1943) …. Sigurd Framrus
- Loup des Malveneur, Le (1943) …. Reginald de Malveneur
- Madame et le mort (1943) …. Charles de Bruine
- Appel du bled, L' (1942) …. Michaud
- Dernier atout (1942) …. Rudy Score
- Journal tombe à cinq heures, Le (1942) …. François Marchal
- Loi du printemps, La (1942) …. Frédéric Villaret
- Macao, l’enfer du jeu (1942) …. Werner von Krall (1942 version only)
- Histoire de rire (1941) …. Jules Donaldo
- Pavillon brûle, Le (1941) …. Jourdinsse
- Embuscade, L' (1941) …. Jean Guéret
- Ceux du ciel (1941) …. Pierron
- Pièges (1939) …. Brémontière
- Nord-Atlantique (1939) …. Le capitaine Cooper
- Серж Панин …. Cayrol
- Nadia la femme traquée (1939)
- Révolté, Le (1938) …. Capitaine Yorritz
- Мальтийский дом (1938) …. Chervin
- Affaire Lafarge, L' (1938) …. Charles Lafarge
- Марсельеза (1938) …. Louis XVI
- Mollenard (1938) …. Bonnerot
- Légions d’honneur (1938) …. L’Avocat
- Paradis de Satan, Le (1938) …. Aristophélès
- Patriote, Le (1938) …. Pahlen
- Piste du sud, La (1938) …. Stolberg
- Récif de corail, Le (1938) …. Abboy
- Крепость тишины / Citadelle du silence, La (1937) …. граф Степан Ипоревич, полковник, комендант крепости
- Boissière (1937) …. Le général von Hubner
- Nuits blanches de Saint-Pétersbourg, Les (1937) …. Ivan Borowsky
- Quand minuit sonnera (1936) …. Jean Verdier
- Homme sans coeur, L' (1936) …. Sourdier
- Île des veuves, L' (1936)
- Loups entre eux, Les (1936) …. Gottfried Welter
- Sous les yeux d’occident (1936) …. Un Policier
- Bandera, La (1935) …. Le capitaine Weller
- Veille d’armes (1935) …. Commandant Branbourg
- Товарищ / Tovaritch (1935) — комиссар Коротченко
- Route impériale, La (1935) …. Maj. Hudson
- Мадам Бовари (1933) …. Шарль Бовари
- Agonie des aigles, L' (1933) …. Le colonel de Montander
- Ночь на перекрёстке (1932) …. Комиссар Мегрэ
- Morgane la sirène (1928) (as Renoir)
- Дочь воды / Fille de l’eau, La (1925), крестьянин
- Marion de Lorme (1918) …. Louis XIII
- Digue, La (1911)